# صورة الارض

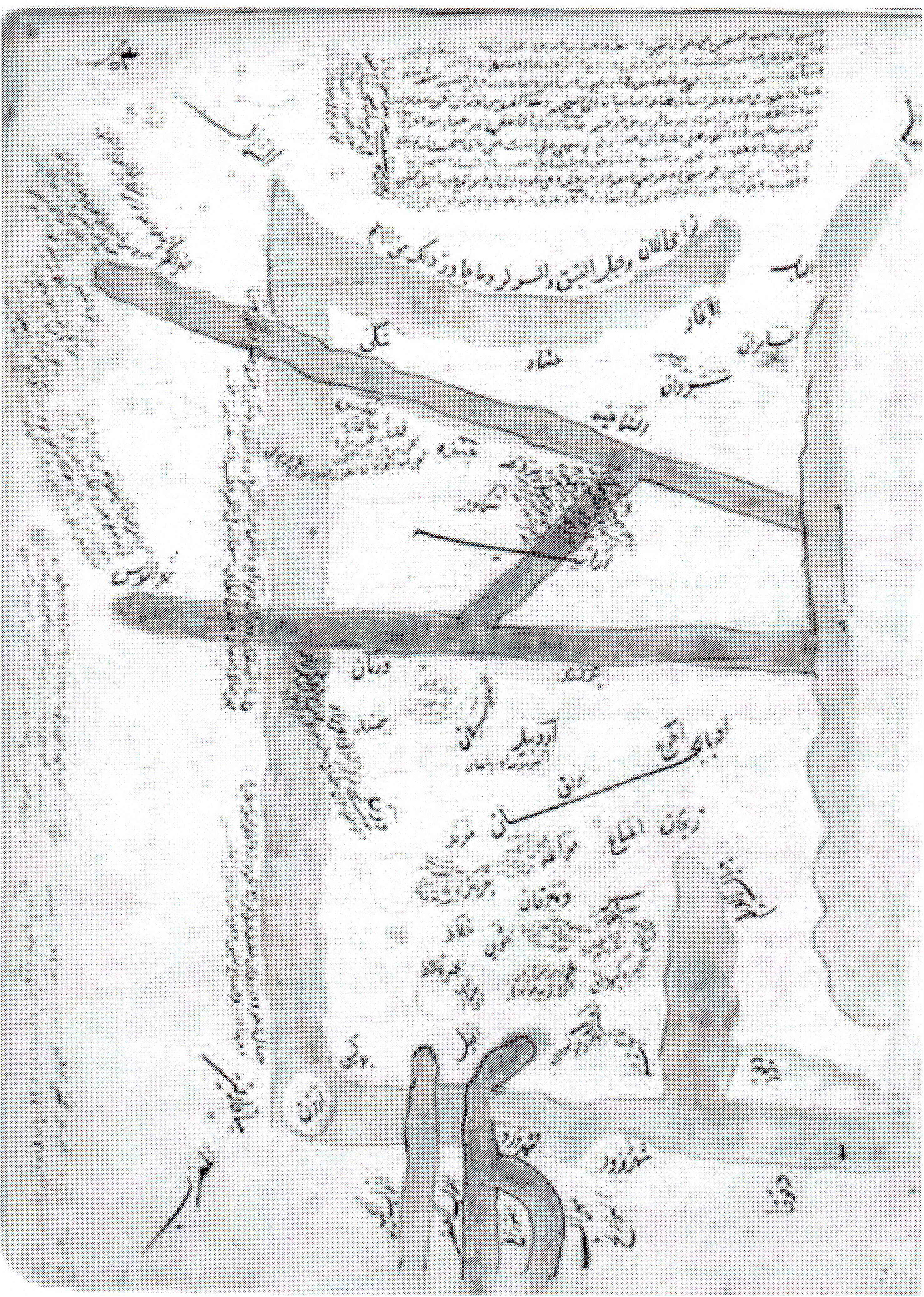
یکی از نقشه‌های ابن حوقل از کناره‌های غربی دریای مازندران

صورة الارض (نگارهٔ زمین) یا المسالک و الممالک (جاده‌ها و پادشاهی‌ها) کتابی از ابن حوقل است که توسط او میان سال‌های ۹۴۳ تا ۹۷۰ میلادی در سفر در سرزمین‌های اسلامی به قصد بازرگانی و گردش، نوشته شده و سرانجام کتاب در ۹۷۷ میلادی تکمیل شده است.
صورة الارض، از منابع معتبر دانش جغرافیایی و تا حدودی جغرافیای تاریخی است و تاریخ‌نگاران و جغرافی‌دانانی همچون یاقوت حموی، زکریای قزوینی و ابن شداد در تدوین آثار خود از آن بهره برده و به مطالب آن استناد کرده‌اند. اما ابن سعید، بارتولد، بستانی و سرکیس انتقاداتی را دربارهٔ این اثر مطرح نموده‌اند. جعفر شعار، نویسندهٔ مدخل ابن حوقل در دائرةالمعارف بزرگ اسلامی، اغلب این انتقادات را اغراق‌آمیز و بی‌اعتبار دانسته و نوشته‌است: «دانشمندان و صاحب‌نظران بسیاری … این کتاب را ستوده و از ارزش علمی آن سخن گفته و آن را منبعی معتبر و مأخذی استوار دانسته‌اند و در این سخن جای هیچ‌گونه تردید نیست.»
به نوشتهٔ جعفر شعار در دائرةالمعارف بزرگ اسلامی، وی ممکن است مبلغ مذهبی یا داعی سیاسی بوده باشد و در سال ۹۵۵ میلادی از مناطق شمالی قلمرو مسلمانان شامل آذربایجان و ارمنستان دیدار کرده‌است. وی همچنین به رود ولگا و سرزمین بلغارستان ولگا سفر کرده است و اطلاعاتی از خزرها داشته‌است، که در خصوص دست اول بودن آن بین پژوهشگران اختلاف وجود دارد. اما، اطلاعات وی در خصوص سرزمین‌ها غیرمسلمان برگرفته از شنیده‌ها و دارای اشتباهات
اما به نوشتهٔ آرتور کستلر ابن حوقل بر خلاف جغرافی‌دانان بالا، در مناطق مذکور نبوده و بیشتر کتاب صورة الارض یا المسالک و الممالک، که در ۹۷۷ میلادی تألیف کرده، نقل از کتاب اصطخری (نگاشتهٔ ۹۳۲ میلادی) است. خود اصطخری هم اغلب از روی شخصی به نام «بلخی» کتابش را نوشته که متعلق به سال ۹۲۱ است. به نظر کستلر تفاوت این سه کتاب در شیوهٔ ارائهٔ آن‌ها بوده؛ بلخی بیشتر بر نقشه‌ها تأکید داشته و اصطخری حاشیه‌نویسی‌ها را افزایش داده و در کتاب ابن حوقل بیشتر مطالب به شکل متن است.

## نگارخانه

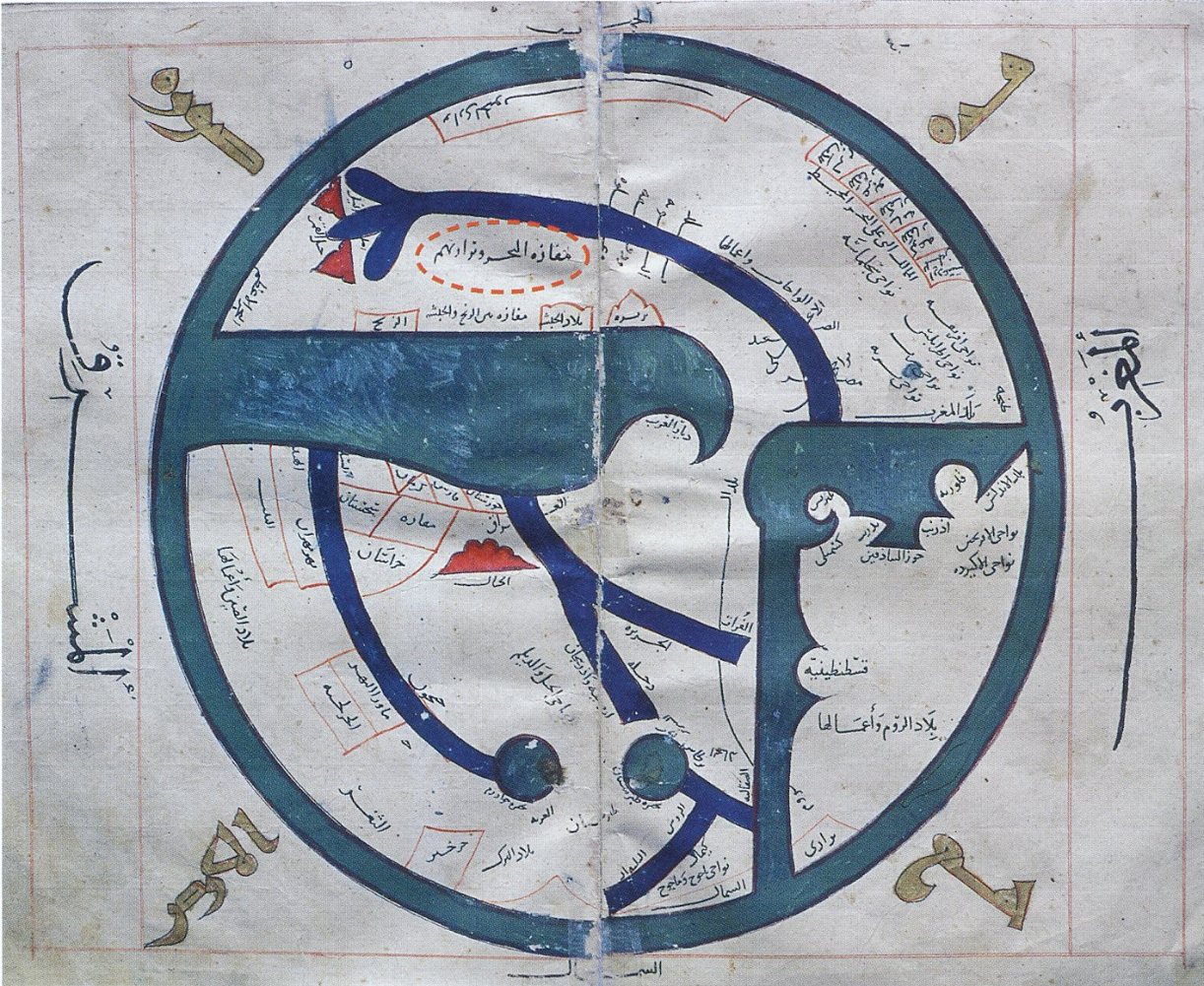
نقشهٔ جهان بر اساس مدل ابن حوقل در کتاب صورة الأرض
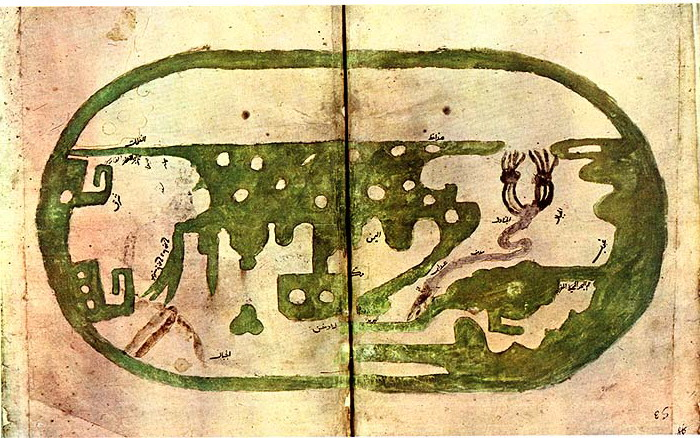
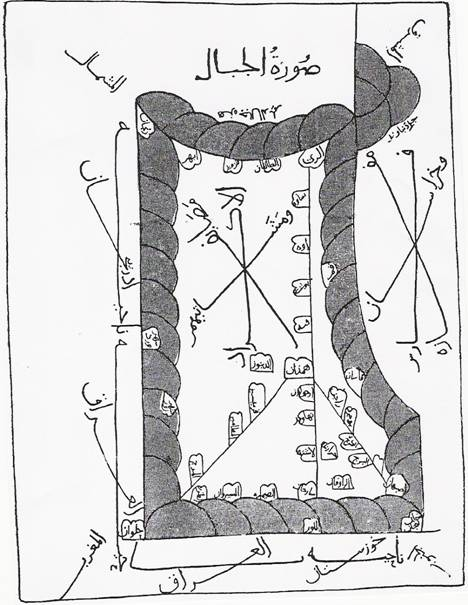
نقشهٔ ناحیهٔ جبال در کتاب صورة الأرض
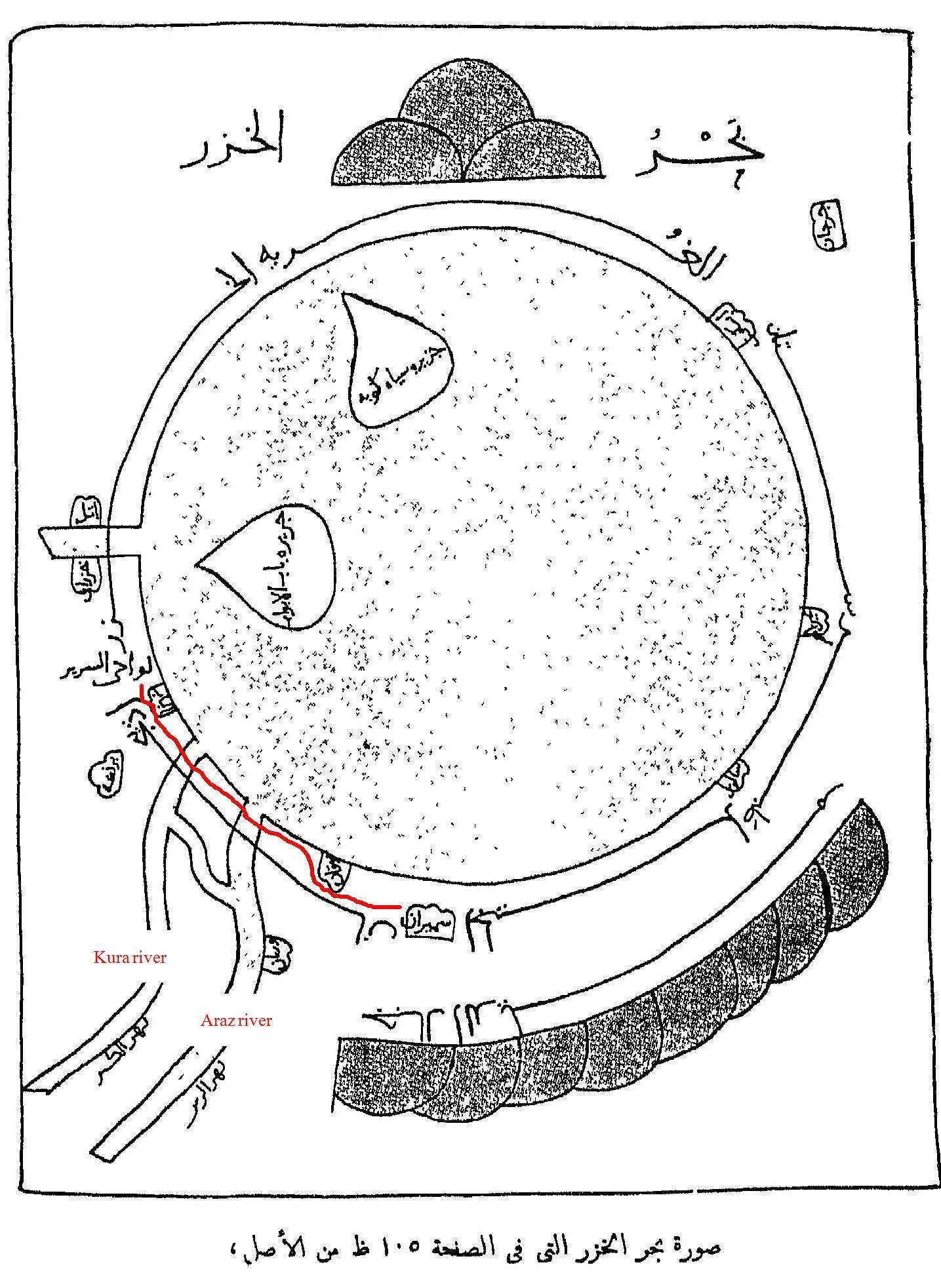
نقشه‌ای از دریای خزر در کتاب صورة الأرض
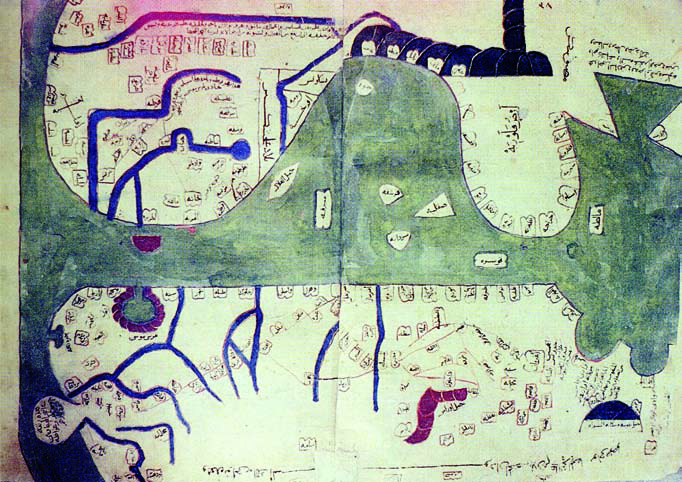
نقشهٔ مغرب (مراکش) در کتاب صورة الأرض